# 瓦蘭查爾區
瓦蘭查爾區（西班牙語：Distrito de Huaranchal），是秘魯的一個區，位於該國西北部拉利伯塔德大區的奧圖斯科省，始建於1866年12月17日，面積149.65平方公里，海拔高度2,180米，2005年人口5,171，人口密度每平方公里35人。